# Lo Somatent
Lo Somatent va ser el primer diari reusenc publicat en català, fundat el 15 d'agost de 1886 per Pau Font de Rubinat i altres. Se subtitulava "diari regionalista d'avisos i notícies". El darrer exemplar fou el del 16 de juliol de 1903. Fou clarament catalanista.

## Contextualització
El naixement del diari s'emmarca dins d'un context econòmic de creixement de l'economia catalana, amb un gran pes de la burgesia com a sector social dominant i amb una consolidació de la identitat nacional catalana, després d'anys de silenci.
Reus, per la seva banda, vivia una modernització tecnològica i una expansió econòmica important. El 1856 es va inaugurar el ferrocarril de Reus a Tarragona, impulsat per Josep Parellada, el 1854 es crea la Companyia de Gas Reusense, promoguda per Pere Sardà i Cailà i per Macià Vila, i el 1863 naixia el Banc de Reus. A més, el 1897 es va fundar una companyia elèctrica (Electra Reusenca).
A banda de l'expansió econòmica, el moviment catalanista i republicà també va ser d'importància cabdal per Reus. La República de 1873 va ser rebuda amb entusiasme i el 1884 es va crear l'Associació Catalanista de Reus, que el 1893 va acollir l'Assemblea de la Unió Catalanista. El primer periòdic en català de la ciutat es va començar a publicar el 1879 amb el nom de Lo Campanar de Reus, que, tot i el seu caràcter de setmanari humorístic, s'anticipava pel que fa a la llengua, al naixement de Lo Somatent.

## Història
Des dels seus inicis fins a l'any 1887 porta impresa a la primera pàgina: "Serem pocs, però contem-nos: si som pocs, ja serem més". Els impulsors de Lo Somatent compartien els mateixos principis ideològics que els de La Veu del Camp i l'Associació Catalanista de Reus, que van proporcionar al diari tot un seguit de col·laboradors que compartien l'àmbit catalanista. L'erudit reusenc Joaquim Santasusagna diu que La Veu del Camp era el periòdic de l'Associació Catalanista i Lo Somatent era simplement un diari regionalista. En el primer cas es feia feina proselitista i responsable; en el segon es treballava aferrissament per Catalunya.
La publicació de Lo Somatent es divideix en dues èpoques, la primera comença el 15 d'agost de 1886 i acaba a l'agost de 1901 i la segona s'inicia al setembre del mateix any i acaba el 16 de juliol de 1903. Ideològicament, la primera època segueix el manifest de Valentí Almirall, Lo Catalanisme. Aquest posicionament implica que el diari està en contra la idea de partit, ja que suposa una divisió del catalanisme. El nom del diari, Lo Somatent, ja marca les línies ideològiques de la publicació. A l'editorial del primer número exposen la ideologia: "No venim en so de guerra; no són belicosos los que'ns han fet posar aquest títol al nostre periódich, ha sigut únicament lo desitj de recordar una institució verament catalana que ha donat dias de gloria a nostra pàtria...". Durant la dècada final del segle xix va polemitzar amb la premsa conservadora i sobretot amb els periòdics satírics que proliferaven, com ara La Chicharra o La Bomba. Els redactors d'aquesta primera època eren homes de l'Associació Catalanista de Reus.
A la segona època, en canvi, les aspiracions es concreten en el manifest de la Unió Catalanista del 26 de març de 1897. Tot i que l'orientació política del diari no canvia substancialment, durant la segona època pren un caràcter més polititzat, ja que és la Lliga Catalanista de Reus qui es fa càrrec del diari, i passa a subtitular-se: "Diari catalanista de avisos y notícias".
Amb una edició de 300 exemplars, ni amb l'import de les vendes ni amb els ingressos per publicitat no hauria tingut prou suport financer sense el suport que li van donar un grup de reusencs benestants, entre els quals trobem Pau Font de Rubinat, Antoni Serra, Sebastià Massó, Josep Gambús, Enric Oliva, Pau Abelló, Antoni Pascual Cugat, Ramon Casals, Isidre Llevat, Pere Caselles, i altres.
L'historiador Jordi Tous defineix així la ideologia del periòdic: elogi dels valors tradicionals, suport al proteccionisme econòmic, reivindicació de l'ensenyament en català i de les dates històriques catalanes, refús a l'estat liberal de la restauració. Ideològicament el diari tenia influències de l'historicisme romàntic i conservador d'arrel alemanya, i del pensament regeneracionista propi de finals del segle xix.

## Contingut
Lo Somatent es va fer ressò tant de notícies locals i comarcals, com d'abast general. Disposava de corresponsals a Barcelona i Madrid i durant una temporada a París i Chicago. Les seccions van variar durant els anys de vida que va tenir el diari i es destaca, sobretot, la publicació de números extraordinaris. En són exemples el número dedicat a la Diada de Sant Jordi, l'Onze de Setembre a Àngel Guimerà, a l'Orfeó Català, als Segadors o a Jacint Verdaguer. Va mantenir diverses polèmiques amb altres diaris locals, principalment amb Les Circumstàncies i amb La Autonomía.
Pel que fa a les seccions ordinàries, eren comuns apartats com el “calendari català”, la “secció religiosa”, la “secció meteorològica”, “de l'estranger”, “crònica” i “curiositats”. El 1894 publicava una "Secció bibliogràfica" a càrrec de Josep Aladern, que parlava de les novetats editorials. El 1897 inicià la "Secció doctrinal" on exposava la ideologia i postulats catalanistes. També tenien un pes important les seccions de publicitat, anuncis particulars i comercials. A més, també incloïa informació de serveis, com els horaris de ferrocarrils de Reus a Barcelona.
La llengua era sempre la catalana. Va tenir diversos impressors, i el primer va ser Pere Bofarull, que segons el periodista i historiador Gras i Elies feia una impressió excel·lent i dels primers números en tirava 600 exemplars: "En aquella època era el periódico de más circulación en Reus". Reproduïa sovint articles de l'Arc de Sant Martí i La Renaixensa, i així es podien veure al diari les signatures de Verdaguer i Callís, Prat de la Riba i Sebastià Farnés
Quan entre el 25 de març i el 17 d'abril de 1897 el govern va suspendre el diari La Renaixensa, el diari reusenc el va acollir amb el títol de Suplement de Lo Somatent, fent de substitut temporal. Josep Aladern va ser redactor en cap de Lo Somatent des del juliol de 1897 fins al juliol de 1898, i va convertir el periòdic en una mena d'òrgan d'expressió del Grup Modernista de Reus, on hi publicaren gairebé tots els seus membres, sense arribar a ser mai portaveu del grup. Aladern hi publicà tota mena d'escrits: articles d'actualitat, assaigs literaris, crítica literària, i novel·les en fulletó. Per aquest motiu va publicar diversos suplements i fulletons també d'altres autors modernistes, com Versos i poesies, d'Adolf Camps, La Geografia de Catalunya de F. Flos i La Venjansa del Tiburon, d'E. P. Cañadell. L'erudit reusenc Joaquim Santasusagna diu que la Geografia de Catalunya de Francesc Flos formava part d'una "Biblioteca popular catalanista" promoguda des de l'Associació Catalanista de Reus. Plàcid Vidal va escriure que en aquella època Lo Somatent es feia espiritualment a La Regional, la impremta de Josep Aladern. Santasusagna també diu que quan Lo Somatent es posava en polèmiques era gairebé sempre la ploma de don Pau Font de Rubinat la més polemista, que gràcies al seu talent dialèctic aconseguia per al periòdic la victòria en la discussió.
La decadència de Lo Somatent comença el 1902 i, finalment, el 16 de juliol de 1903 es publica l'últim número sense indicar que n'era el darrer.

## Directors i equip de redacció
- Directors: Primera època: Pau Font de Rubinat, Salvador Vilanova, Joan Puig Alguer, Francesc Colom. Segona època: Josep Ferré Gendre, Marià Pellicer i Ramon Casals i Vernis, que n'era el director artístic.
- Col·laboradors: Salvador Vilanova, Eugeni Mata (que signava Berenguer d'Espuny), Martí Folguera, Pere Caselles, Carles Fumaña, Antoni Pascual i Cugat, Ramon Vidiella, Bernat Torroja, Joaquim Borràs, Bonaventura Sanromà, Faustí Planàs, Bonaventura Vallespinosa Sistaré, Sebastià Torroja, Antoni Serra, Miquel Font, i altres. A la segona època: Josep Aladern, Alfons Maseras, Andreu Anguera, Pere Cavallé, Francesc Gras i Elies, Francesc X. Gambús, Miquel Ventura, Antoni Porta, Lluís Quer, Hortensi Güell, Martí Julià, Francesc Colom, i altres. Àlvar Bielza feia de corresponsal des de Madrid.

## Localització
- El diari es conserva a la Biblioteca Central Xavier Amorós de Reus.[10]
- Una col·lecció a la Biblioteca del Centre de Lectura de Reus.[11]
- Els exemplars de la Biblioteca Pública de Tarragona estan digitalitzats a la Biblioteca Virtual de Premsa Històrica[12]